# Basílica de El Cisne
La Basílica de El Cisne o Basílica Nacional de Nuestra Señora de El Cisne, es un templo católico ubicado en El Cisne, Provincia de Loja, la cual es parte del Santuario Nacional de Nuestra Señora de El Cisne.
En el transcurso de la devoción a la Virgen de El Cisne, se erigieron cuatro templos: el primero, una modesta choza con techo de paja; el segundo, una ampliación ligera del primero con techo de teja; el tercero, con datación en 1750, albergó imágenes religiosas de la Escuela Quiteña; el templo actual, cuya edificación comenzó el 15 de agosto de 1934 y finalizó el 17 de noviembre de 1978. San Juan Pablo II lo elevó a categoría de Basílica en 1980.
El espacio físico conocido como la Casa del Peregrino brinda acogida a los peregrinos, proporcionando salones para reuniones y alojamiento asequible a quienes buscan descanso y paz en el enclave espiritual. El contiguo Museo de Nuestra Señora de El Cisne parte del santuario, alberga una variedad de obsequios ofrecidos por peregrinos a la imagen, así como valiosos objetos de arte religioso, incluido el del altar mayor de la tercera iglesia construida en El Cisne.

## Historia

### Origen de la advocación

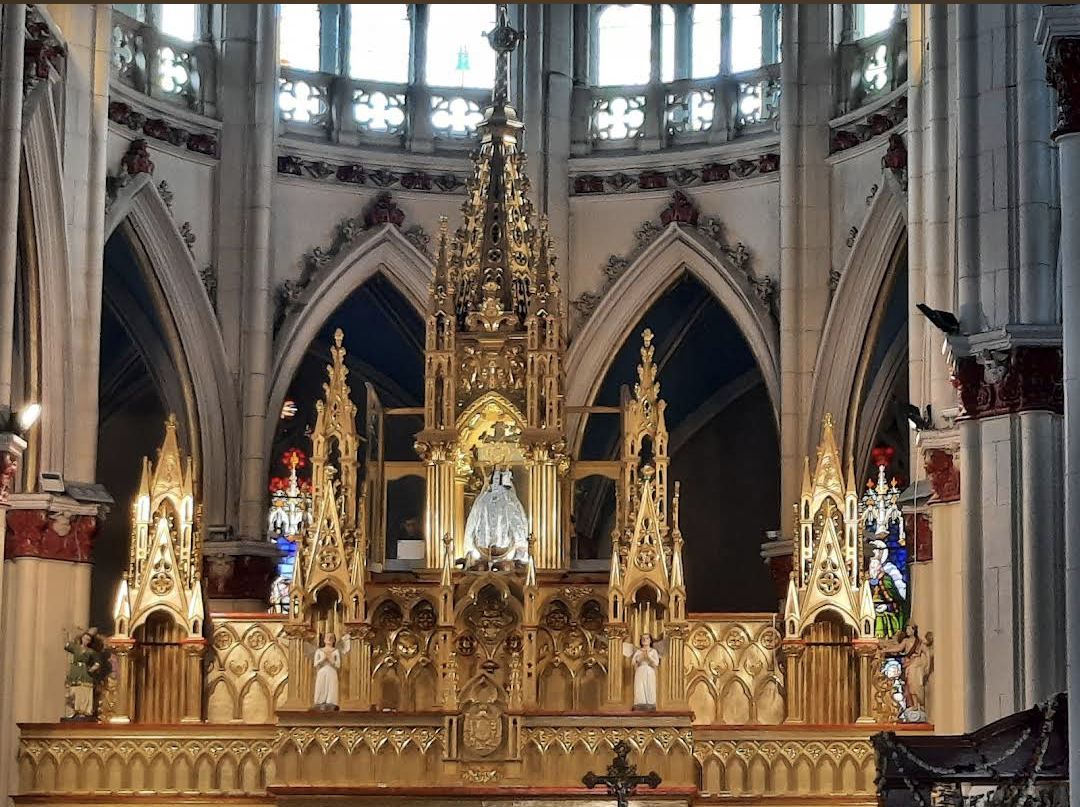
Interior de la Basílica

Según narra la historia, en 1594 en Chayalama, la región de El Cisne, una señora con una inigualable belleza acompañaba a una pastora indígena a esquilar  ovejas todos los días, por esos tiempos una fuerte sequía azotaba a la comunidad indígena que vivía en el lugar,  cuando el pueblo decidió abandonar la zona, la pastora afirmó que la señora con la que siempre hablaba prometió que al hacerle una ofrenda, esculpiendo una imagen suya, ella acabaría con la sequía que los atormentaba. Nadie hizo caso del pedido de la señora, ya que ellos tenían sospechas de que la señora con la que siempre hablaba la pastora era la Virgen María. Un grupo de hombres salió en búsqueda del español Diego de Robles quien había esculpido anteriormente la imagen de la Virgen del Quinche con anterioridad. Una vez hecha la imagen el 12 de octubre de 1594  regresaron a la región de Chayalama y elaboraron un santuario para colocar la imagen.
Desde entonces el santuario fue visitado por muchos católicos de todas partes, y en una de esas visitas el obispo de Quito, fray Luis López de Solís, llegó al santuario y le dio el nombre a la imagen bautizándola como Virgen del Cisne incluyendo al santuario “El Cisne”.

### El Santuario de Nuestra Señora de El Cisne

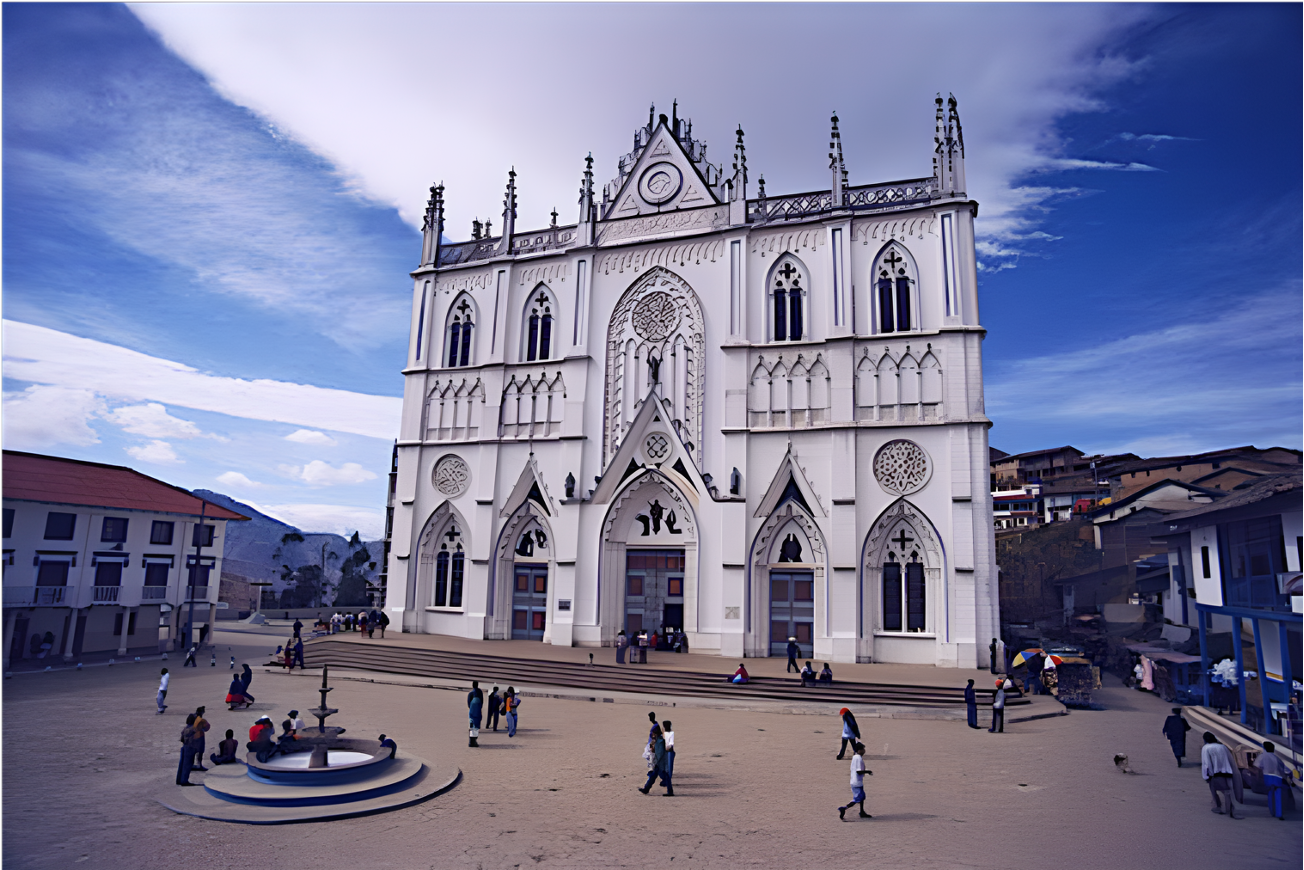
Foto de la plaza principal y la Basílica de El Cisne

El santuario fue agrandado con forme pasó el tiempo, hasta la Coronación Canónica de la Virgen de El Cisne el 8 de septiembre de 1930, año en que por iniciativa de la Diócesis de Loja se planificó la construcción de una basílica inimaginable hasta entonces, por el relieve de la región, las precipitaciones rocosas que hay en el lugar y el acantilado, la construcción del templo estuvo a cargo del presbítero Ricardo Fernández, se planificó su estilo ojival, con estilo gótico y de color celeste, la excavación del lugar y la construcción de las bases,  Se terminó de construir en el año 1934, pero con el pasar de las décadas se agrandó la basílica para abastecer la gran demanda de devotos que llegaban al templo con cuatro reconstrucciones en total.En un principio se construyó pensado para rendir culto a la Virgen de El Cisne, cuyos devotos superan los 5 millones de fieles al año, que se reúnen en una procesión que comienza desde el templo hasta la ciudad de Loja donde termina con una celebración eucarística en la catedral central de la ciudad.
El 12 de agosto de 1979 se celebró la consagración y inauguración del nuevo Santuario. Obispos consagrantes: Mons. Ernesto Álvarez Álvarez, arzobispo de Cuenca, Mons. Alberto Zambrano Palacios, obispo de Loja, Mons. Antonio González Zumárraga, obispo de Machala, Mons. Raúl Vela Chiriboga, obispo de Azogues y el Mons. Jorge Mosquera, obispo de Zamora.En 1980, el papa Juan Pablo II lo elevó a categoría de Basílica Menor y en 2018 la Conferencia Episcopal Ecuatoriana lo declara Santuario Nacional. 
El proyecto original de esta nueva iglesia estuvo a cargo del padre lazarista alemán Pedro Huberto Brüning. Este proyecto consistía en un templo neogótico de tres pórticos y una gran torre central Sin embargo, a medida que se avanzó en su construcción y el proyecto pasó a manos de Ugo Faggioni, Paolo Russo y Ángel Sangucho, se rediseñaron y reestructuraron varios elementos incluyendo la adaptación de la fachada para levantar dos torres en lugar de una (que nunca se construyeron) y la adición de elementos inspirados en la Catedral Metropolitana de Guayaquil

### Galería de la Basílica

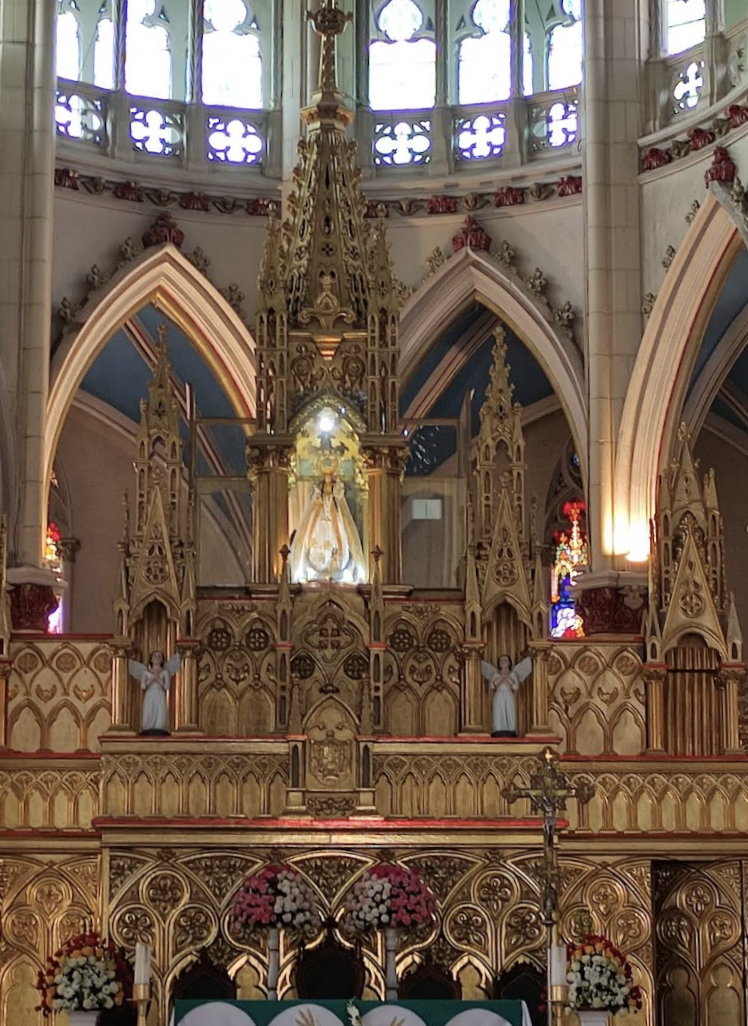
Retablo
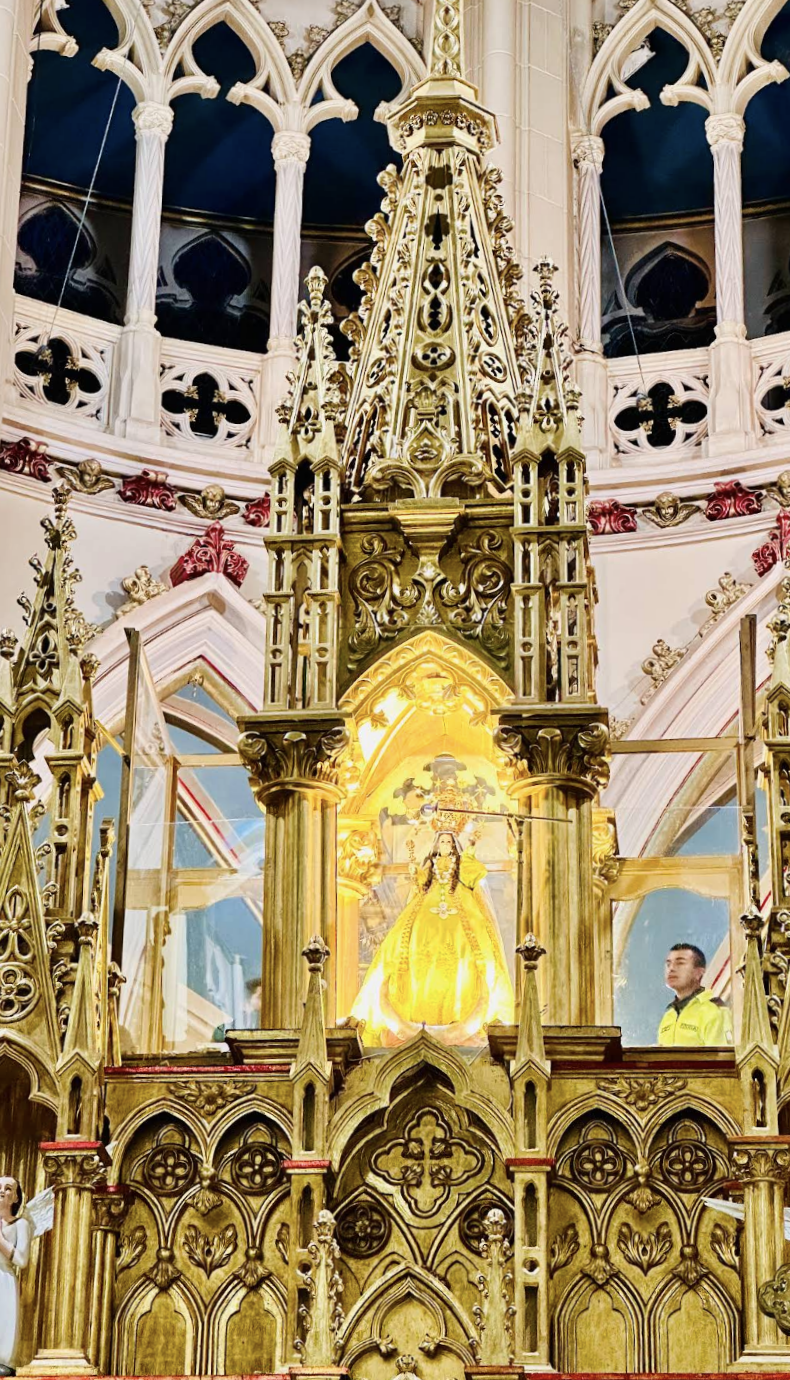
Imagenería
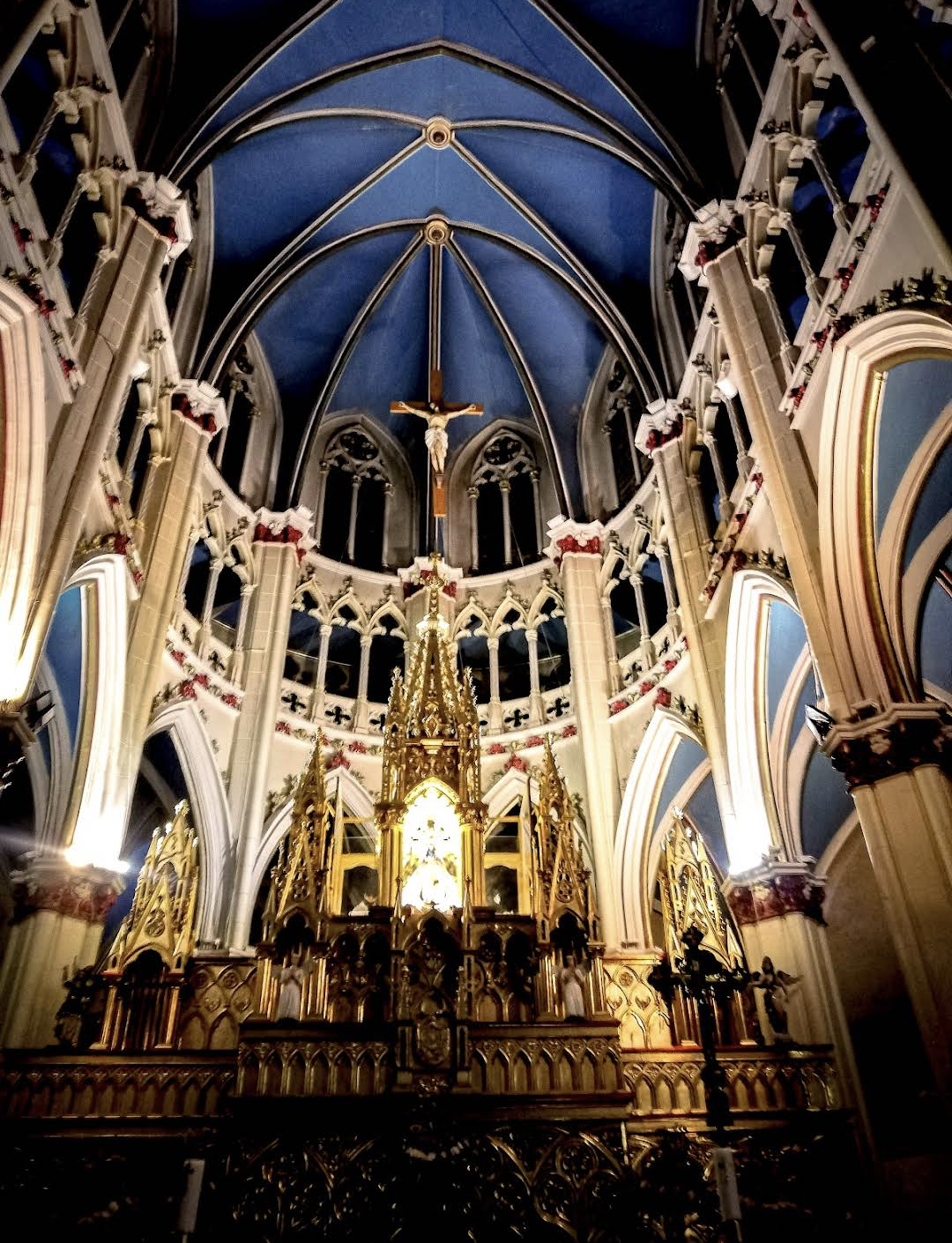
Interior
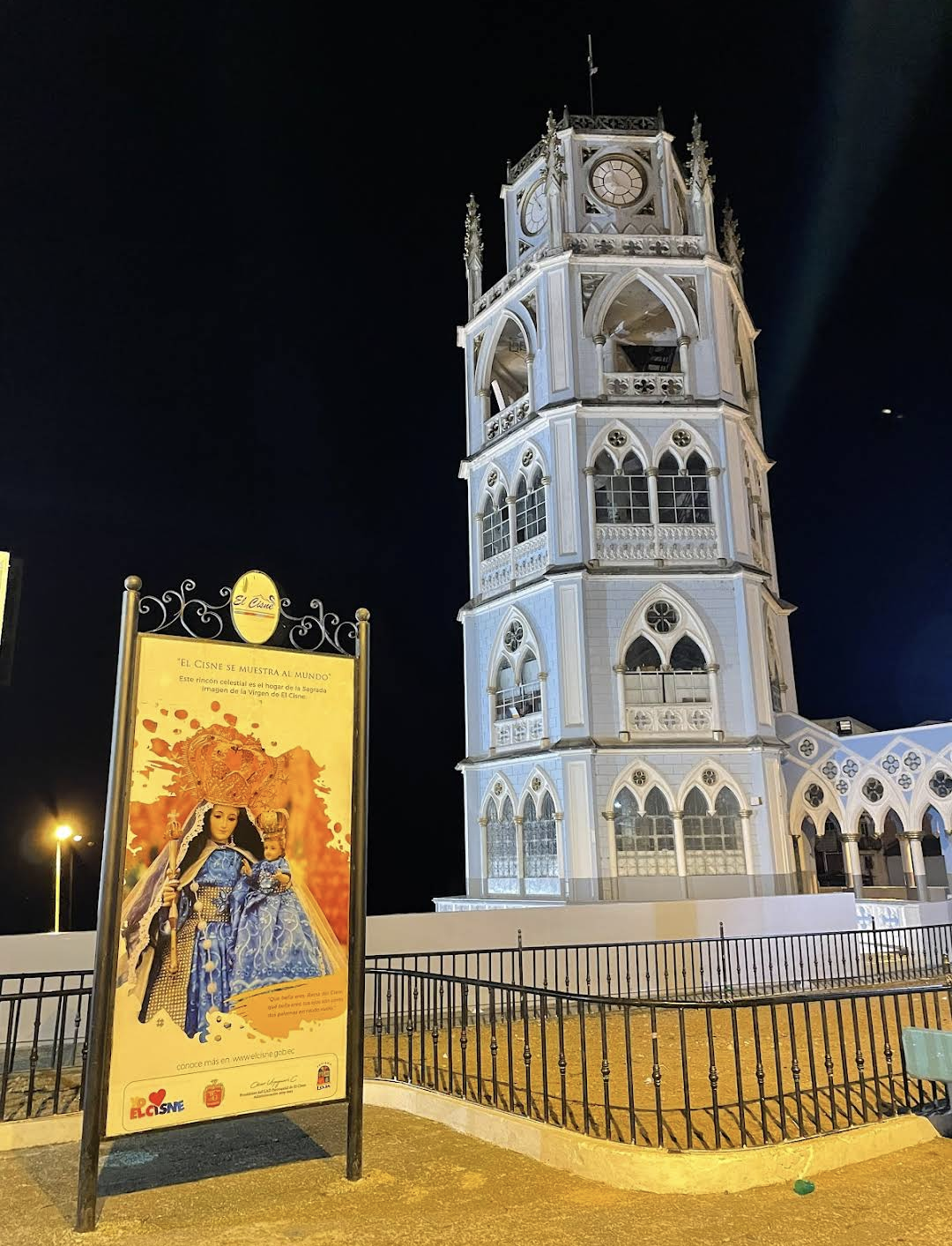
Torre de El Cisne